# ルーシ内戦 (1094年 - 1097年)
本頁は1094年から1097年にかけてのルーシ（キエフ大公国領域）における、諸公国間の内戦をまとめたものである。内戦はキエフ大公フセヴォロド（キエフ大公在位：1076年 - 1093年）の死後、フセヴォロドの前のキエフ大公スヴャトスラフ（キエフ大公在位：1073年 - 1076年）の子である、オレグ、ダヴィド、ヤロスラフら三兄弟が、東ルーシに勢力権を築こうとする権力闘争であった。また、南ルーシにポロヴェツ族の軍事介入を引き起こした。内戦の終盤に対し、ロシアの歴史学者A.ボハノフ、M.ゴリノフは、「1096年 - 1097年の悲劇」と表現している。
いくつかの敗北を喫しつつも、内乱の結果、オレグら三兄弟は東ルーシの諸公国領を世襲領（ヴォチナ(ru)）として獲得した。

## 前史
1076年、三兄弟の父スヴャトスラフが、キエフ大公位に在位したまま死亡した後、キエフ大公位はフセヴォロドの手に渡った。スヴャトスラフはキエフ大公即位以前はチェルニゴフ公位にあったため、三兄弟の一人オレグは、父の旧領チェルニゴフ公国の相続を主張し、トムタラカニ公ボリス(ru)と共にチェルニゴフを攻撃した。迎え撃つフセヴォロドは初戦のソジツァ川の戦いに敗れ、次ぐニヴァ平原の戦い(ru)で兄イジャスラフを失うも、チェルニゴフ防衛に成功した。オレグはトムタラカニ(ru)へ逃れ、チェルニゴフ公位はフセヴォロドの子のウラジーミル（ウラジーミル・モノマフ）に与えられ、またペレヤスラヴリ公にはモノマフの弟のロスチスラフが配された。

## 経過
1093年のストゥグナ川の戦い(ru)（ペレヤスラヴリ公ロスチスラフが死亡、ウラジーミル・モノマフがペレヤスラヴリ公に着任）、同年のジェニラニ川の戦い等において、キエフ大公の派遣したルーシ遠征軍はポロヴェツ族に敗北したため、1094年、時のキエフ大公スヴャトポルク（ニヴァ平原の戦いで戦死したイジャスラフの子。1093年に死亡したフセヴォロドのキエフ大公位を継いだ。）は、ポロヴェツ族汗トゥゴルカンの娘を娶り、和平条約を締結していた。しかし同年、三兄弟の一人オレグはポロヴェツ族と共に、ウラジーミル・モノマフの守るチェルニゴフを包囲(ru)し、モノマフはペレヤスラヴリへ撤退した。また同時に、三兄弟の一人ダヴィドはスモレンスクを占領した。
1095年、ウラジーミル・モノマフは、ペレヤスラヴリで、和平交渉に来たポロヴェツ族汗イトラリを謀殺し、オレグの元にいたイトラリの子を受け渡すようオレグに要求した。オレグは要求を拒否したため、キエフ大公スヴャトポルクとウラジーミル・モノマフは、オレグとポロヴェツ族に対する軍を起こした。5月3日、オレグはチェルニゴフからスタロドゥーブへ移り、スヴャトポルクらの包囲軍に抗するが、この間の5月24日、ポロヴェツ族汗クリャがウスチエを焼き、5月30日にはポロヴェツ族汗トゥゴルカンがペレヤスラヴリを囲んだ。スタロドゥーブでの33日間の包囲戦の後、オレグはスモレンスクへ逃走し、トゥゴルカンは7月19日のトルベジュ川の戦いで死亡した。
同年9月6日、反撃に転じたオレグはムーロムを攻め(ru)、ムーロム公イジャスラフ（ウラジーミル・モノマフの子）は戦死した。さらにオレグと兄弟のヤロスラフは、ロストフ、スーズダリをも陥落させる。しかし、オレグらは1097年2月、ノヴゴロド公ムスチスラフ（ウラジーミル・モノマフの子）とのコロクシャ川の戦い(ru)に敗れた。ムスチスラフはムーロムへ撤退したヤロスラフを降伏させ、リャザンへと逃れたオレグをさらに追撃した。
その後ムスチスラフは、父ウラジーミル・モノマフに対し、オレグの所領を没収すべきでないと提言し、モノマフもまた、オレグに対し、オレグのムーロム公イジャスラフ殺害について熟慮すべきであるという主旨の手紙を送り、戦闘を終結させた。

## その後
1097年、ウラジーミル・モノマフ、キエフ大公スヴャトポルクは、ルーシ諸公間の紛争の終結とポロヴェツ族への連携を提言する。すなわちリューベチ諸公会議を開催し、オレグもまた会議に参加した。リューベチ諸公会議によって、諸公の世襲領（ヴォチナ(ru)）が取り決められ、オレグら三兄弟の、チェルニゴフ公国領の相続が承認された。ウラジーミル・モノマフはペレヤスラヴリ公位に留任し、その子ムスチスラフはロストフ公となった。
ただし、所領相続が決定されたにもかかわらず、同年、諸公会議に参加した公の一人であるヴォルィーニ公ダヴィドが、ヴァシリコのテレボヴリ公位を狙ったことで、あらたな内戦が勃発することになる。